# أورلاندو غارسيا نينو
أورلاندو غارسيا نينو (بالإسبانية: Orlando García Niño)‏ هو لاعب كرة قدم مكسيكي في مركز الدفاع، ولد في 13 مارس 1995 في سيوداد فيكتوريا في المكسيك. لعب مع Atlético Reynosa ‏.